# Нада Попйорданова
Нада Попйорданова (на македонска литературна норма: Нада Поп-Јорданова) е северномакедонска психоложка, академик на Македонската академия на науките и изкуствата.

## Биография
Родена е на 17 март 1947 година в Скопие. В 1970 година завършва Медицинския факултет на Скопския университет, а в 1982 година завършва психология във Философския факултет на същия университет, а на следната 1983 година защитава докторска дисертация. От 1984 година преподава педиатрия в Медицинския факултет в Скопие. Първа в страната въвежда мултимодална биофийдбек методология. Освен педиатрия преподава и медицинска психоолгия и етика в Стоматологичния факултет. В 1997 година е избрана за редовен член на Нююоркската академия на науките и изкуствата, в 2006 година на Световната академията на науката изкуствата, а в 2012 година - на Македонската академияна науките и изкуствата.